# Maurice Mandrillon
Gabriel Maurice Mandrillon, född 23 augusti 1902 i Les Rousses i Jura, död 11 februari 1981 i Lons-le-Saunier i Jura, var en fransk längdskidåkare som tävlade under 1920-talet. Vid olympiska vinterspelen 1924 i Chamonix deltog han i militärpatrull och ingick i det franska laget som tog brons. Mandrillon deltog även i olympiska vinterspelen i Sankt Moritz på 18 kilometer, där han slutade på en 33:e plats. Han var bror till Camille Mandrillon.